# Abraham Bloemaert
Pour les articles homonymes, voir Bloemaert.

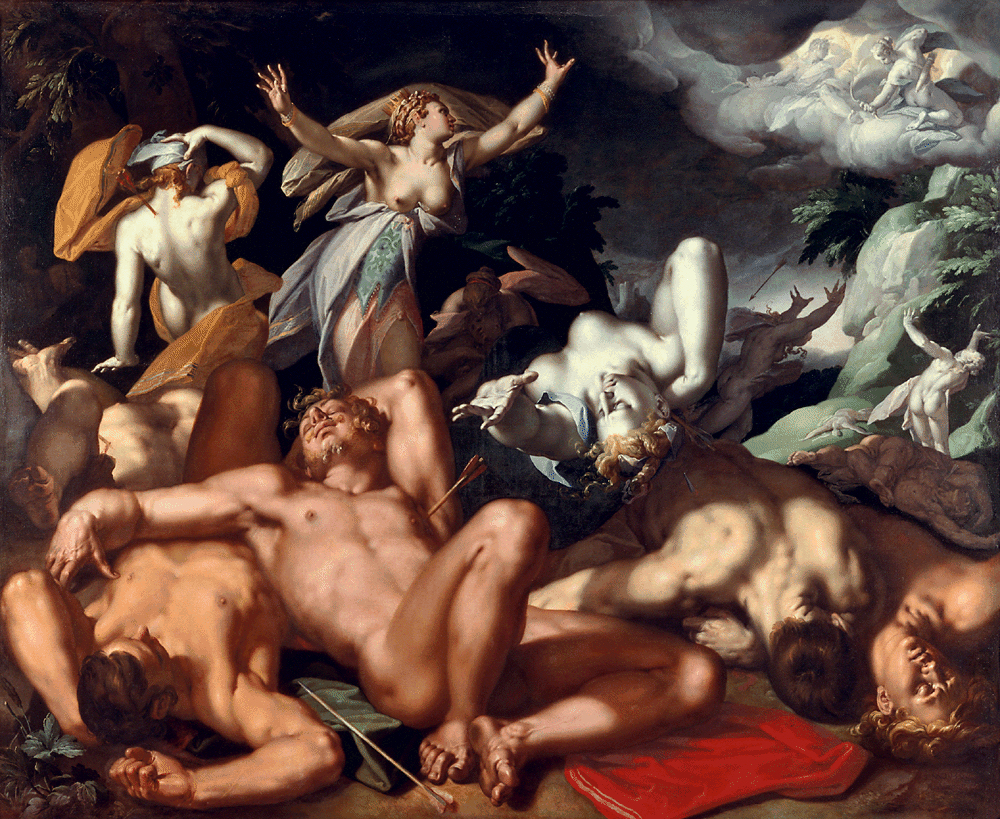
Niobé pleurant ses enfants, huile sur toile, 204 × 249,5 cm, 1591. – Exemple du maniérisme de Bloemaert.

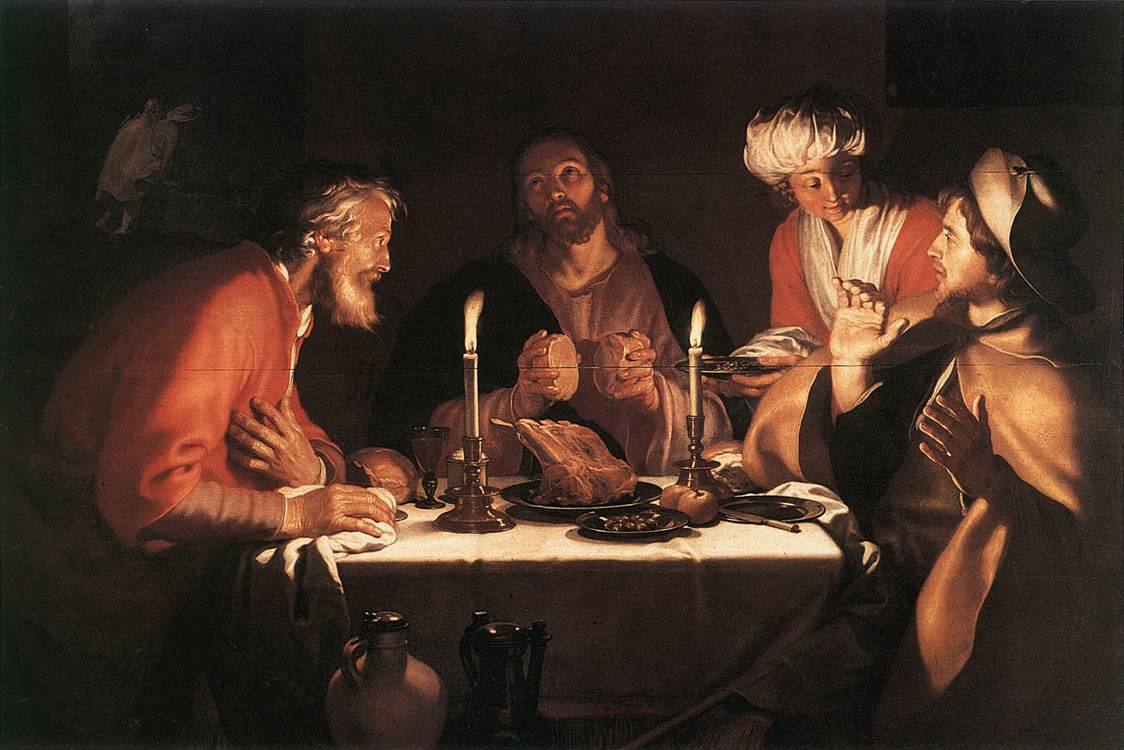
Les Disciples d'Emmaus, 1622, Bruxelles
Œuvre de Bloemaert marquée par le caravagisme.

Abraham Bloemaert, né le 25 décembre 1564 à Gorinchem et mort le 27 janvier 1651 à Utrecht, est un peintre et graveur néerlandais (Provinces-unies) du siècle d'or.
Il forme de nombreux élèves et exerce une très forte influence sur le développement de l'art pictural à Utrecht à la charnière entre les XVIe et XVIIe siècles, et plus tard ; de ce fait, il est considéré comme le père de l’école picturale de cette ville. Il compte parmi les représentants les plus importants du maniérisme dans les Pays-Bas septentrionaux. Après une brève période caravagesque, son style évolue progressivement vers le classicisme.

## Biographie
Abraham Bloemaert naît à Gorinchem le jour de Noël 1564,. C'est tout d’abord son père, l'architecte et sculpteur Cornelis Bloemaert, qui l'initie à l'art pictural. Vers 1575, la famille vient s'installer à Utrecht, où le jeune garçon poursuit son apprentissage chez le peintre de décors Gerrit Splinter et chez Joos de Beer (en) ; toutefois, si l’on en croit Carel Van Mander, il n’aurait appris que peu de choses auprès de ces derniers.
En 1581, il part pour Paris, où il devient l’élève de Jean Bassot et de Hieronymus Francken ; son séjour dure jusqu'en 1583. Ensuite, après avoir passé quelque temps à Fontainebleau, il revient à Utrecht.
En 1591, il s'établit à Amsterdam ; il est inscrit comme citoyen de la ville à l'automne de la même année. Il s'y marie une première fois en 1592 avec une Utrechtoise du nom de Judith Van Schonenburch. L'année suivante, son père meurt, et Bloemart décide de revenir à Utrecht, où il reste actif jusqu'à la fin de sa vie.
En 1594, à Utrecht, Bloemaert est désigné comme doyen de la guilde des selliers, dont les artistes faisaient alors partie. Il devient citoyen de la ville quelque temps plus tard. En 1599, sa femme meurt sans progéniture et, l'année suivante, il épouse en secondes noces Gerarda De Roij, une union de laquelle naîtront cette fois huit enfants au moins.
En 1611, Bloemaert figure parmi les fondateurs de la guilde de Saint-Luc d’Utrecht, au sein de laquelle il exerce la fonction de doyen en 1618. Entre-temps, en 1612, en compagnie de Paulus Moreelse, il avait également fondé une académie de dessin, la « Tekenacademie ».
À cette époque, les affaires de Bloemaert sont florissantes puisqu'en 1617, il fait l'acquisition d'une grande maison au Mariakerkhof, qui constituait alors le centre de la communauté catholique à Utrecht. Malgré sa réputation et sa bonne situation, il ne prend jamais part à la vie politique de la ville, contrairement à Moreelse, qui était protestant. La conviction religieuse catholique de Bloemaert lui permet toutefois d’obtenir différentes commandes venant des Pays-Bas méridionaux. 
Il prend connaissance des nouveaux modèles artistiques venus d'Italie grâce aux exemples que ses élèves Hendrick ter Brugghen, Gerrit van Honthorst et Dirck van Baburen, ramènent de leurs voyages. Ce groupe se rattachait à l'école du Caravage dont on peut voir les caractéristiques dans le tableau Les Disciples d'Emmaüs. Ce style était atypique dans les Provinces du Nord.
Bloemaert a de bons contact dans le monde intellectuel ; c'est ainsi que l'on trouve par exemple, appartenant à son cercle d’amis, Aernout van Buchel, un spécialiste des antiquités d’Utrecht. En 1626, l’atelier de Bloemaert est honoré de la visite d’Élisabeth Stuart, reine de Bohême en exil et, l’année suivante, c'est le peintre Rubens qui vient le rencontrer.
Abraham Bloemaert meurt le 27 janvier 1651. Il est enterré dans la Catharijnekerk (cathédrale Sainte-Catherine) à Utrecht.
Bloemaert dut être un maître fort doué, car ses quatre fils, dont Cornelius et Frederik, deviennent d'excellents graveurs, et il en forme de nombreux d’autres. Du fait que beaucoup de ses élèves deviennent par la suite très connus, il est appelé le père de l’école d’Utrecht du XVIIe siècle.

## Œuvre

### Analyse
On connaît de Bloemaert non seulement quelque deux cents peintures, mais également environ mille dessins et six cents gravures. Il peint surtout des paysages, des scènes mythologiques et bibliques, mais aussi des œuvres pastorales. Il emploie des couleurs chatoyantes, et ses personnages sont généreux et élégants.
Au départ, Bloemart peint ses pièces historiques dans un style extrêmement maniéré, apparenté à celui de Cornelis Van Haarlem et Joachim Wtewael. Ses paysages sont davantage greffés sur la tradition flamande. À partir de 1600 environ, il introduit un classicisme modéré dans son œuvre, comparable à celui de Hendrick Goltzius à Haarlem.
Par le truchement de ses élèves qui avaient voyagé en Italie, il découvre par la suite le clair-obscur du Caravage. Après une brève période caravagesque au début des années 1620, son style pictural finit par être de plus en plus lisse et uni, de sorte que l’on peut considérer que ses dernières peintures appartiennent au classicisme, bien qu’il ne sût jamais complètement réfréner son pinceau élégant.
Grâce aux gravures de ses fils, l’œuvre de Bloemart fut largement propagée, et ses dessins ont servi de support d’étude jusqu’au XIXe siècle.
Le Centraal Museum d'Utrecht possède la plus grande collection de ses peintures : il conserve pas moins d'une cinquantaine de tableaux de sa main.

### Œuvres les plus notables
- 1593 : Judith montrant aux juifs la tête d'Holopherne, panneau monogrammé et daté, 34 × 44 cm, Kunsthistorisches Museum de Vienne[6]
- vers 1595 : Le Mariage de Pélée et Thétis, huile sur toile, 101 × 146,5 cm, Munich, Alte Pinakothek
- 1596 : Moïse frappant le rocher, huile sur toile, 79,7 × 107,9 cm, New York, Metropolitan Museum of Art
- 1600 : Le Sermon de saint Jean Baptiste, 139 × 188 cm, Amsterdam, Rijksmuseum[7]
- 1605-1610 : Paysage avec le Repos pendant la fuite en Égypte, huile sur toile, 113,1 × 160,9 cm, Utrecht, Centraal Museum
- 1612 : Adoration des bergers, toile, 288 × 229 cm, musée du Louvre, Paris[8]
- 1612-1615 : Les Quatre Évangélistes, 179 × 227,3 cm, Musée d'Art de l'université de Princeton[9]
- 1619 : Madeleine en extase, huile sur toile, 136 × 97 cm, musée des beaux-arts de Nantes[10]
- vers 1620 : La prédication de Saint Jean Baptiste, musée des beaux-arts de Nancy
- Saint Willibrord présentant une maquette d'Église, 39 x 22 cm, Gray (Haute-Saône), musée Baron-Martin
- 1621 : Joueur de flûte, huile sur toile, 69 × 57,9 cm, Utrecht, Centraal Museum
- 1622 Les Disciples d’Emmaüs, bois, 145 × 215 cm, Bruxelles, Musée Old Masters[5]
- 1620-1625 : Allégorie de l'hiver, toile, 70 × 57 cm, musée du Louvre, Paris[8]
- vers 1624 : L’Adoration des Mages, huile sur toile, 424 × 290 cm, musée de Grenoble
- 1626 : Chariclée offrant la palme à Théagène, huile sur toile, 157,2 × 157,7 cm, Mauritshuis, La Haye
- 1628 : Bergère avec coupe de raisins[11], Staatliche Kunsthalle, Karlsruhe
- L'Apparition de l'ange à Joseph, Berlin
- Festin des dieux, La Haye
- Nativité
- Salutation angélique
- Avaritia, huile sur bois, 27,3 × 21,1 cm, Musée d'Évreux